# Astra Bus

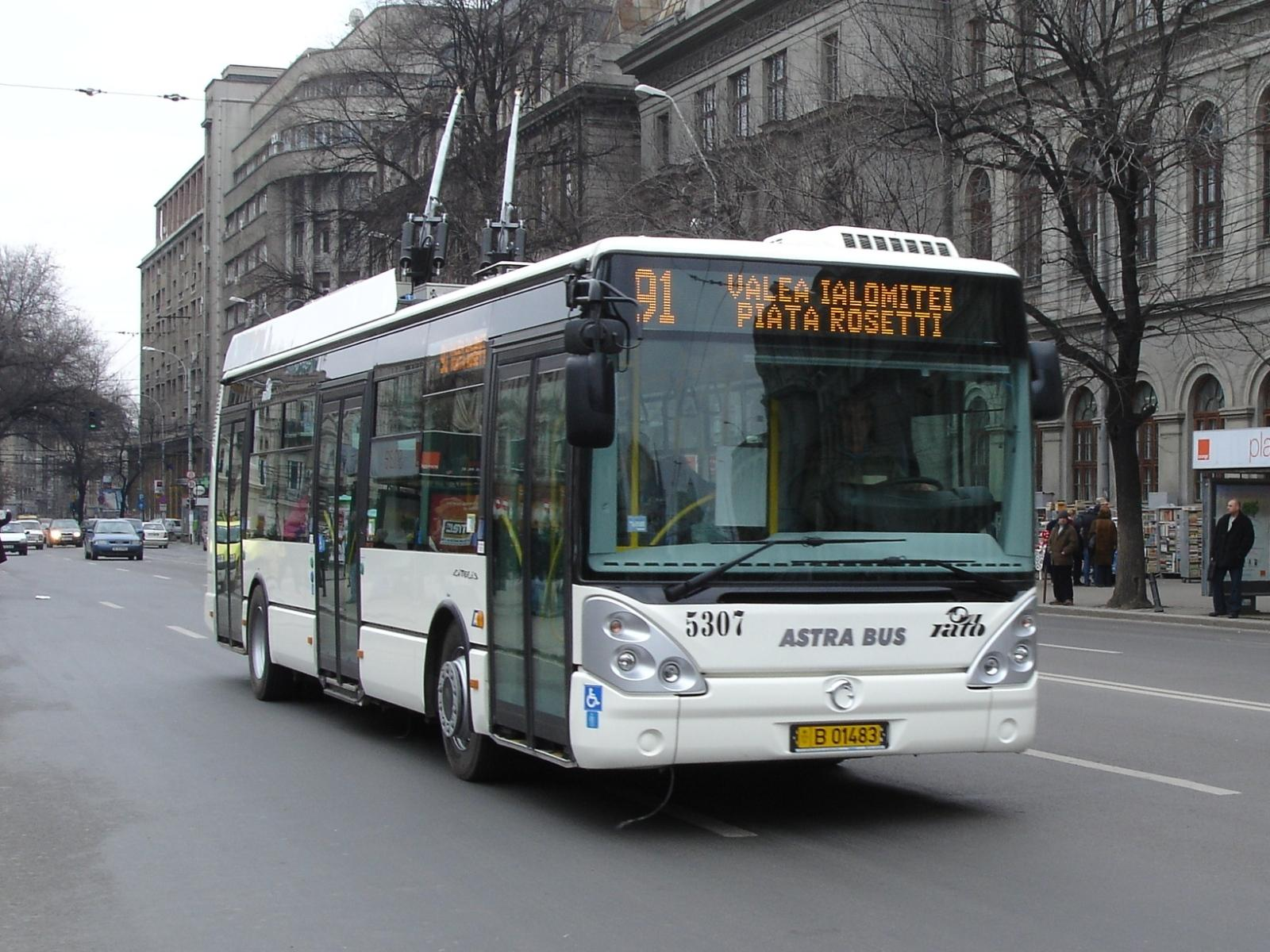
Троллейбус Astra Bus Iveco-Citelis в Бухаресте

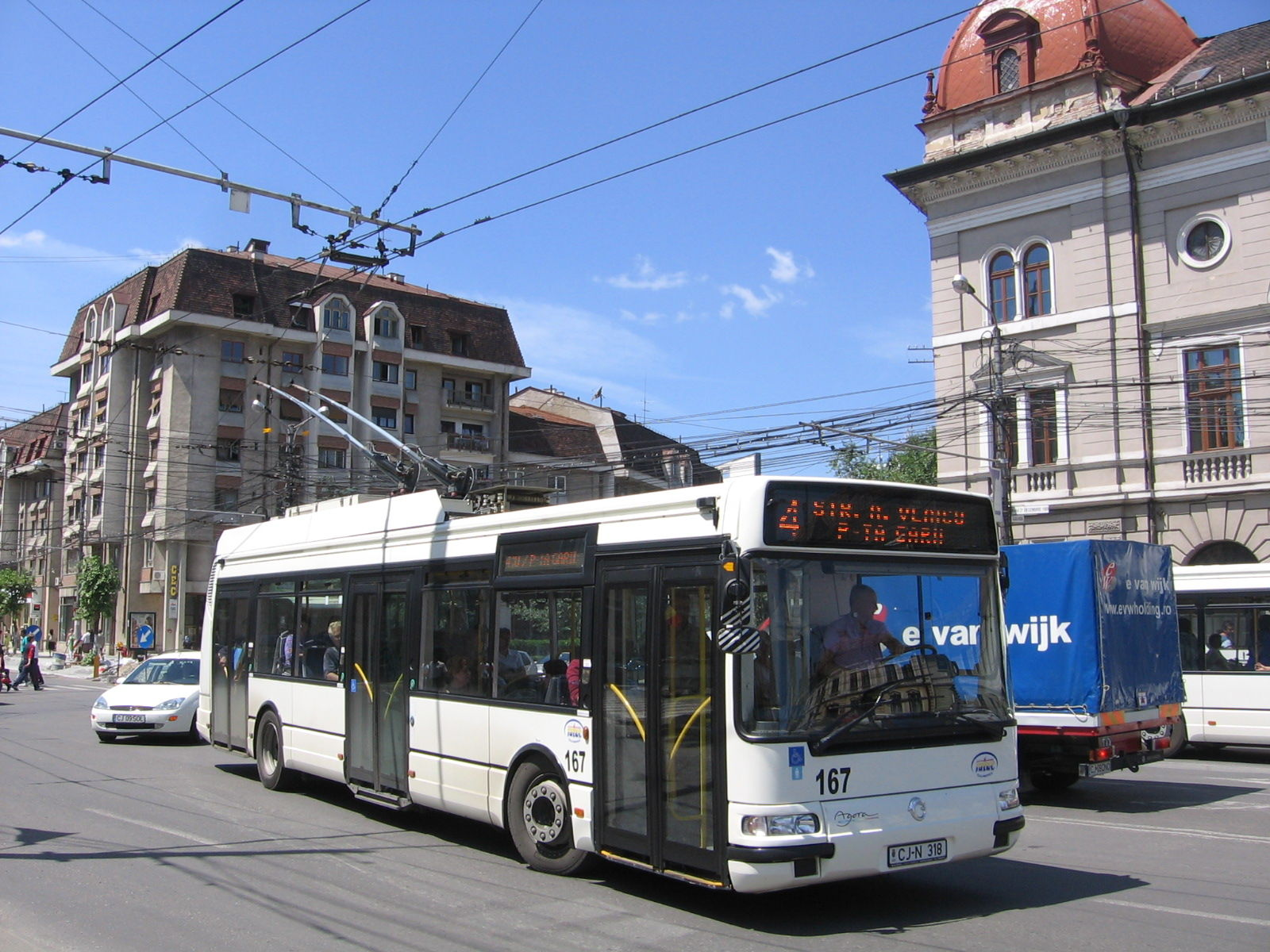
Троллейбус Astra Bus Agora в Клуж-Напоке

Astra Bus —  румынская компания, производитель автобусов и троллейбусов, базирующейся в городе Арад. 
Компания была основана в 1996 году, путём обособления от Astra Vagoane Arad, которая специализировалось на производстве железнодорожных вагонов. С 2003 года компания является частью Cefin Holding Group и выпускает автобусы и троллейбусы с Iveco Bus, в рамках партнёрства с итальянской компанией, и, в небольших масштабах, микроавтобусы на шасси Iveco, Mercedes-Benz или Volkswagen.
Компания поставила несколько троллейбусов для городов Клуж-Напока и Галац. Важным рынком для компании является Бухарест, который нуждается в обновлении троллейбусного парка, однако оно постоянно откладывается. Троллейбус Astra Bus стоит в среднем 260 000 евро, примар Бухареста Сорин Опреску объявил, что Бухарестском транспортном обществу необходимо около 50 новых троллейбусов.
Всего Бухарестское транспортное общество имеет парк из 300 автобусов Astra, моделей Citelis 12T и 415T, приобретённых в период с 1997 по 2008 год. Все автобусы, которые находятся в эксплуатации, были изготовлены Astra Bus в сотрудничестве с венгерским производителем Ikarus и итальянским Iveco Bus.

## Продукция
- Astra Citelis PS01T1
- Ikarus 415 T
- Irisbus Agora
- Iveco New Daily
- Irisbus Citelis
- Mercedes-Benz Sprinter
- Volkswagen Crafter